# سيباستيان بريبيلس
سيباستيان بريبيلس (5 مايو 1995 بالست في بلجيكا - ) هو لاعب كرة قدم بلجيكي في مركز الوسط. لعب مع زولته فاريجيم.

## وصلات خارجية
- سيباستيان بريبيلس على موقع قاعدة بيانات كرة القدم.إي يو (الإنجليزية)
- سيباستيان بريبيلس على موقع Soccerway.com (الإنجليزية)